# 軸丸靖子
軸丸 靖子（じくまる やすこ、1974年 - ）は、日本のジャーナリスト。宮崎県出身。

## 学歴
- 埼玉大学  卒業
- 2004年 - 米コロンビア大学公衆衛生大学院修士課程修了

## 職歴
- 南日本新聞社会部記者
- 日本医師会総合政策研究機構研究員
- 医学週刊誌「MedicalTribune」編集部、インターネットニュース「OhmyNews」編
- 現在、フリージャーナリスト

## 著書
- 『ルポ 産科医療崩壊』 (ちくま新書)
- 『告発は終わらない ミートホープ事件の真相』(長崎出版、赤羽喜六と共著)